# Représentations diplomatiques de la Hongrie

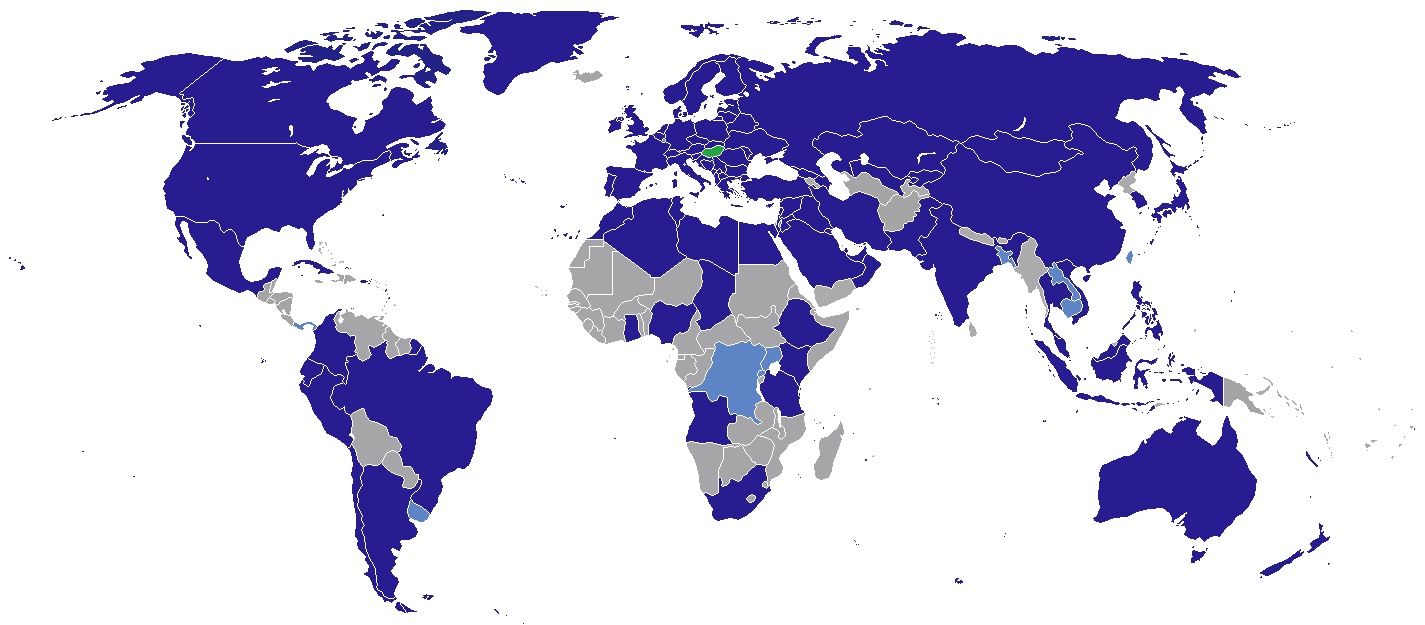
Pays avec des missions diplomatiques hongroises.

Cette liste comprend les représentations diplomatiques de la Hongrie, à l'exclusion des consulats honoraires. 
Son réseau d'ambassades et de consulats à l'étranger reflète ses priorités de politique étrangère en Europe occidentale et dans les pays voisins avec lesquels la Hongrie a des liens historiques.

## Afrique
- Afrique du Sud
  - Pretoria (ambassade)
- Algérie
  - Alger (ambassade)
- Angola
  - Luanda (ambassade)
- République démocratique du Congo
  - Kinshasa (bureau de l'ambassade)
- Égypte
  - Le Caire (ambassade)
- Éthiopie
  - Addis-Abeba (ambassade)
- Ghana
  - Accra (ambassade)
- Kenya
  - Nairobi (ambassade)
- Libye
  - Tripoli (ambassade)
- Maroc
  - Rabat (ambassade)
- Nigeria
  - Abuja (ambassade)
- Ouganda
  - Kampala (bureau de l'ambassade)
- Rwanda
  - Kigali (bureau de l'ambassade)
- Tchad
  - N'Djamena (ambassade)
- Tunisie
  - Tunis (ambassade)

## Amérique
- Argentine
  - Buenos Aires (ambassade)
- Brésil
  - Brasilia (ambassade)
  - São Paulo (consulat général)
- Canada
  - Ottawa (ambassade)
  - Montréal (consulat général)
  - Toronto (consulat général)
- Chili
  - Santiago (ambassade)
- Colombie
  - Bogota (ambassade)
- Cuba
  - La Havane (ambassade)
- Équateur
  - Quito (ambassade)
- États-Unis
  - Washington (ambassade)
  - Chicago (consulat général)
  - Los Angeles (consulat général)
  - New York (consulat général)
  - Houston (vice-consulat)
  - Miami (vice-consulat)
- Mexique
  - Mexico (ambassade)
- Panama
  - Panama (bureau de l'ambassade)
- Pérou
  - Lima (ambassade)
- Uruguay
  - Montevideo (bureau de l'ambassade)

## Asie
- Arabie saoudite
  - Riyad (ambassade)
- Azerbaïdjan
  - Bakou (ambassade)
- Chine
  - Pékin (ambassade)
  - Chongqing (consulat général)
  - Hong Kong (consulat général)
  - Shanghai (consulat général)
- Corée du Sud
  - Séoul (ambassade)
- Émirats arabes unis
  - Abou Dabi (ambassade)
- Géorgie
  - Tbilissi (ambassade)
- Inde
  - New Delhi (ambassade)
  - Bombay (consulat général)[1]
- Indonésie
  - Jakarta (ambassade)
- Irak
  - Bagdad (ambassade)
  - Erbil (consulat général)[2]
- Iran
  - Téhéran (ambassade)
- Israël
  - Tel Aviv-Jaffa (ambassade)
- Japon
  - Tokyo (ambassade)
- Jordanie
  - Amman (ambassade)
- Kazakhstan
  - Noursoultan (ambassade)
  - Almaty (consulat général)
- Koweït
  - Koweït (ambassade)
- Laos
  - Vientiane (bureau de l'ambassade)
- Liban
  - Beyrouth (ambassade)
- Malaisie
  - Kuala Lumpur (ambassade)
- Mongolie
  - Oulan-Bator (ambassade)
- Oman
  - Mascate (ambassade)
- Ouzbékistan
  - Tachkent (ambassade)
- Pakistan
  - Islamabad (ambassade)
- Palestine
  - Ramallah (bureau de représentation)
- Philippines
  - Manille (ambassade)[3]
- Qatar
  - Doha (ambassade)
- Singapour
  - Singapour (ambassade)
- Syrie
  - Damas (ambassade)
- Taïwan
  - Taipei (bureau hongrois du commerce)
- Thaïlande
  - Bangkok (ambassade)
- Turquie
  - Ankara (ambassade)
  - Istanbul (consulat général)
- Vietnam
  - Hanoï (ambassade)
  - Hô Chi Minh-Ville (consulat général)

## Europe
- Albanie
  - Tirana (ambassade)
- Allemagne
  - Berlin (ambassade)
  - Düsseldorf (consulat général)[4]
  - Stuttgart (consulat général)[5]
  - Munich (consulat général)
- Autriche
  - Vienne (ambassade)
  - Innsbruck (consulat général)
- Belgique
  - Bruxelles (ambassade)
- Biélorussie
  - Minsk (ambassade)
- Bosnie-Herzégovine
  - Sarajevo (ambassade)
- Bulgarie
  - Sofia (ambassade)
- Chypre
  - Nicosie (ambassade)
- Croatie
  - Zagreb (ambassade)
- Danemark
  - Copenhague (ambassade)
- Espagne
  - Madrid (ambassade)
  - Barcelone (consulat général)
- Estonie
  - Tallinn (ambassade)[6]
- Finlande
  - Helsinki (ambassade)
- France
  - Paris (ambassade)
- Grèce
  - Athènes (ambassade)
- Irlande
  - Dublin (ambassade)
- Italie
  - Rome (ambassade)
  - Milan (consulat général)
- Kosovo
  - Pristina (ambassade)
- Lettonie
  - Riga (ambassade)
- Lituanie
  - Vilnius (ambassade)
- Luxembourg
  - Luxembourg (ambassade)
- Macédoine du Nord
  - Skopje (ambassade)
- Moldavie
  - Chișinău (ambassade)
- Monténégro
  - Podgorica (ambassade)
- Norvège
  - Oslo (ambassade)
- Pays-Bas
  - La Haye (ambassade)
- Pologne
  - Varsovie (ambassade)
  - Cracovie (consulat général)
  - Gdańsk (consulat général)
  - Wrocław (vice-consulat)[7]
- Portugal
  - Lisbonne (ambassade)
- République tchèque
  - Prague (ambassade)
- Roumanie
  - Bucarest (ambassade)
  - Cluj-Napoca (consulat général)
  - Miercurea-Ciuc (consulat général)
- Royaume-Uni
  - Londres (ambassade)
  - Édimbourg (consulat général)
  - Manchester (consulat général)
- Russie
  - Moscou (ambassade)
  - Kazan (consulat général)[8]
  - Saint-Pétersbourg (consulat général)
  - Iekaterinbourg (consulat général)
- Serbie
  - Belgrade (ambassade)
  - Subotica (consulat général)
- Slovaquie
  - Bratislava (ambassade)
  - Košice (consulat général)
- Slovénie
  - Ljubljana (ambassade)
  - Lendava (consulat général)
- Suède
  - Stockholm (ambassade)
- Suisse
  - Berne (ambassade)
- Ukraine
  - Kiev (ambassade)
  - Oujhorod (consulat général)
  - Berehove (consulat)
- Vatican
  - Rome (ambassade)[note 1]

## Océanie
- Australie
  - Canberra (ambassade)
- Nouvelle-Zélande
  - Wellington (ambassade)

## Organisations internationales
- Bruxelles (délégation auprès de l'Union européenne et de l'OTAN)
- Genève (mission auprès du Bureau des Nations unies et de l'Organisation mondiale du commerce)
- New York (mission aux Nations unies)
- Paris (délégation à l'UNESCO)
- Strasbourg (délégation au Conseil de l'Europe)
- Vienne (mission auprès du Bureau des Nations unies et délégation auprès de l'Organisation pour la sécurité et la coopération en Europe)

## Galerie

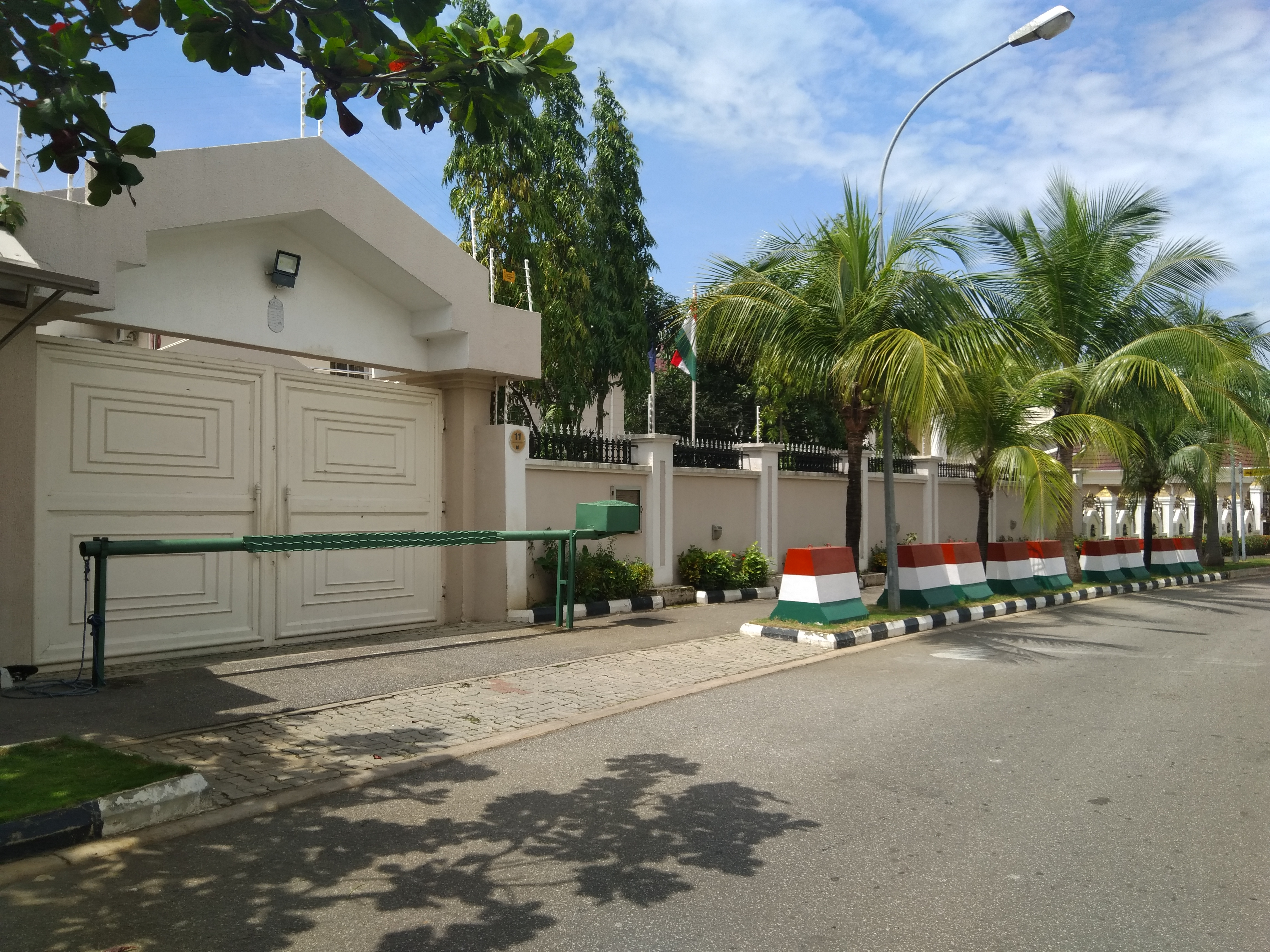
Ambassade à Abuja.
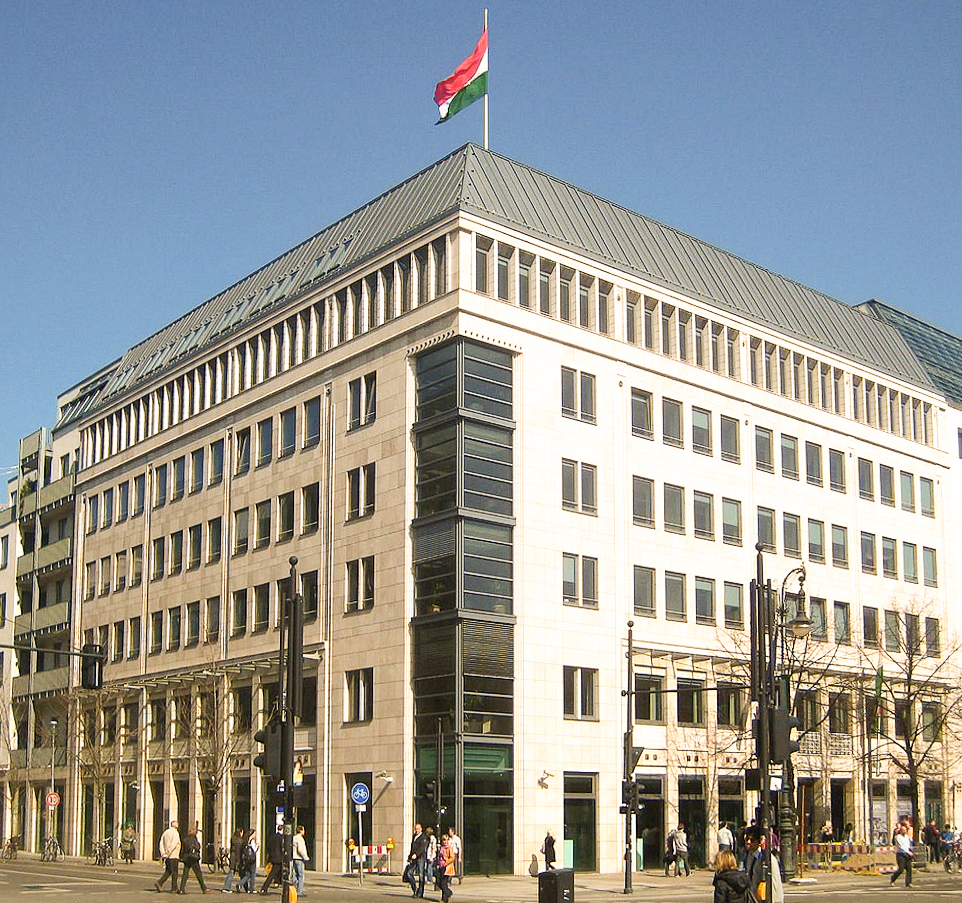
Ambassade à Berlin.
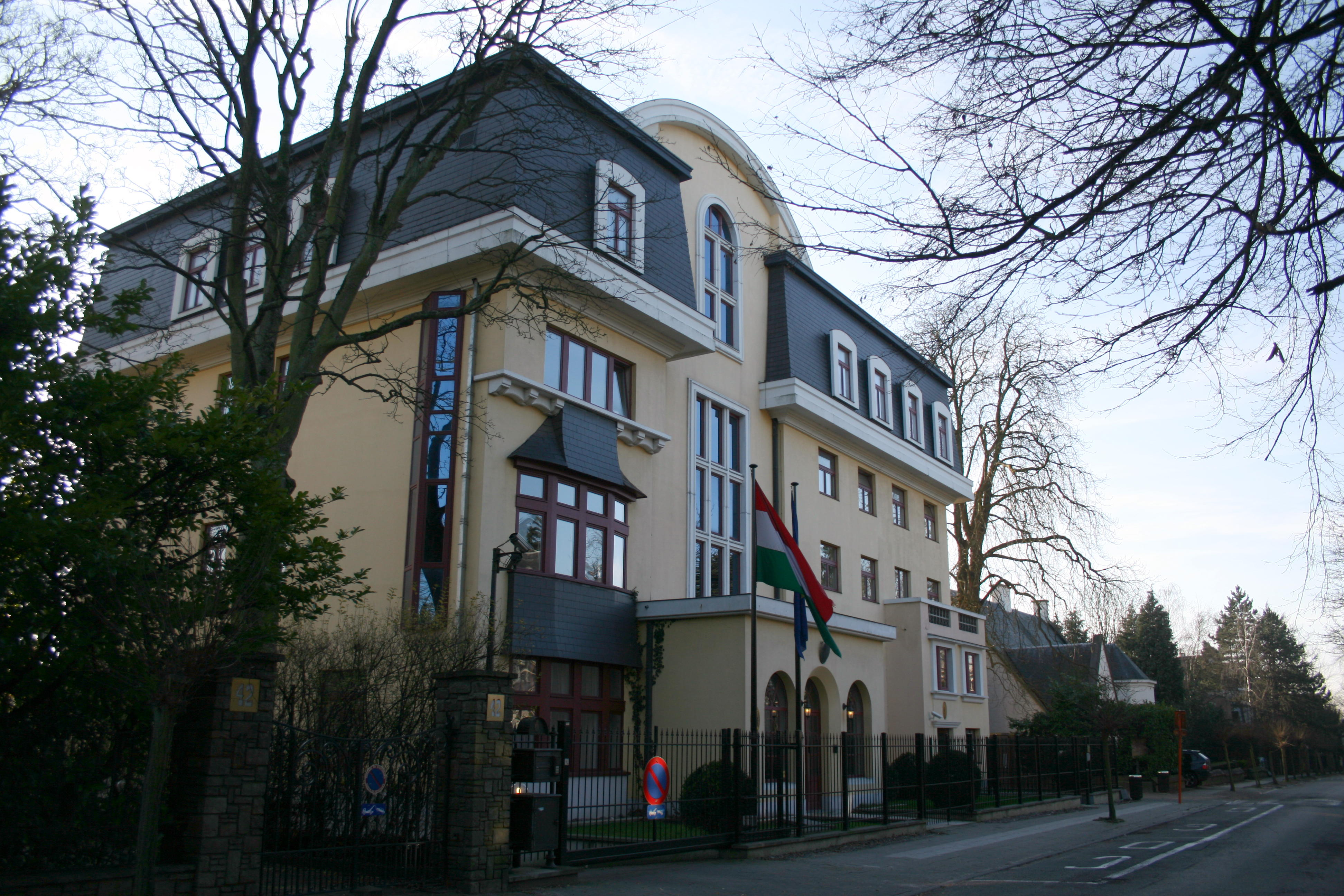
Ambassade à Bruxelles.
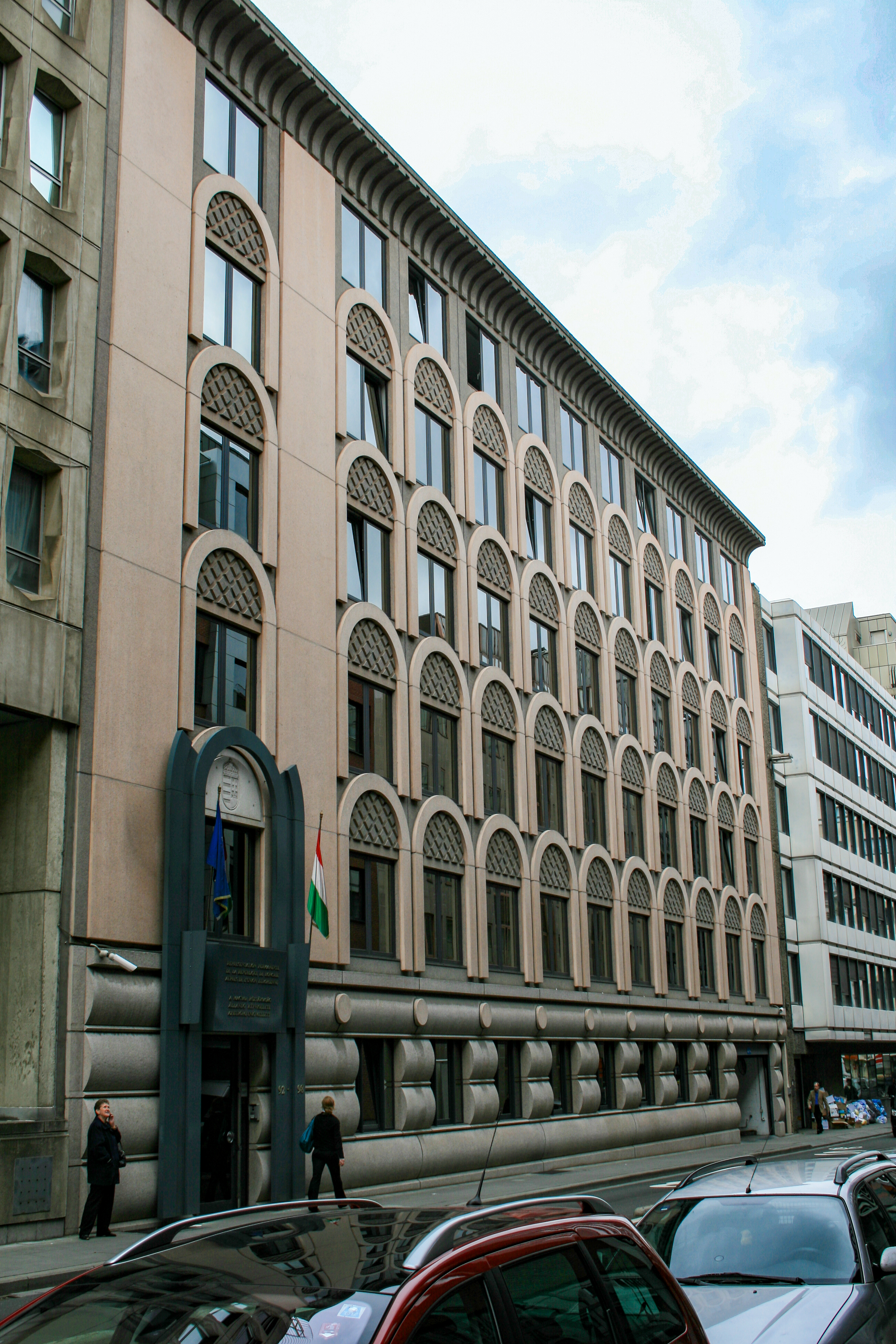
Mission permanente auprès de l'Union européenne à Bruxelles.
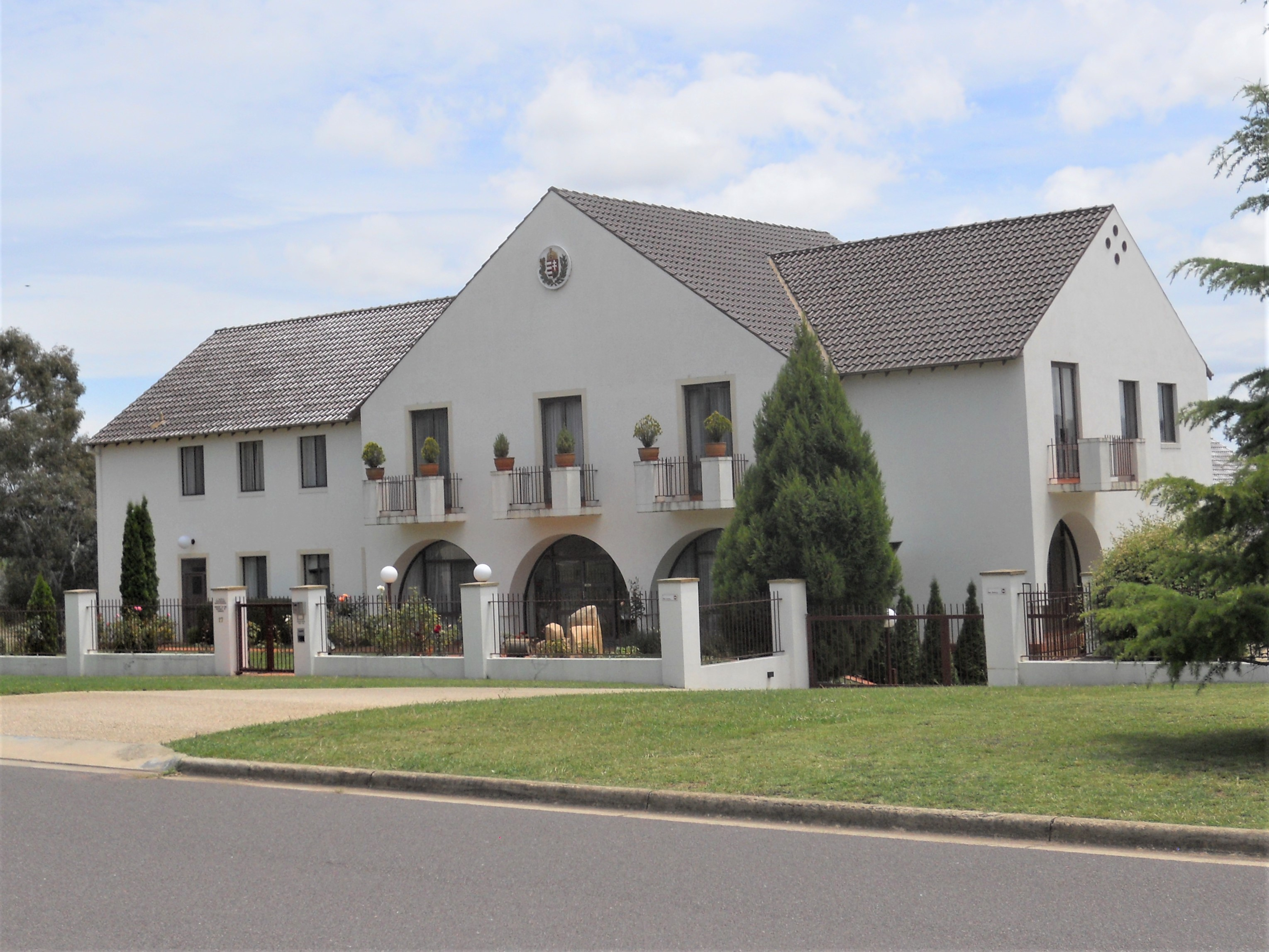
Ambassade à Canberra.
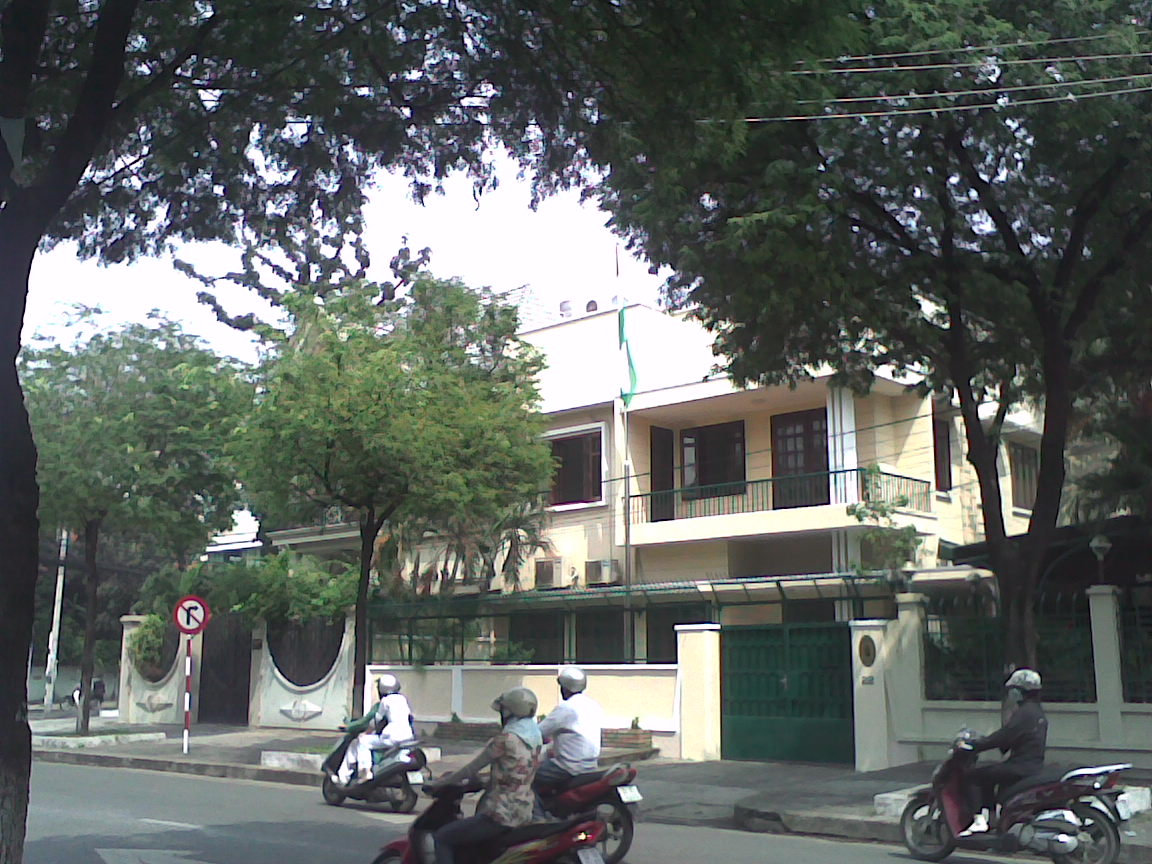
Consulat général à Hô-Chi-Minh-Ville.
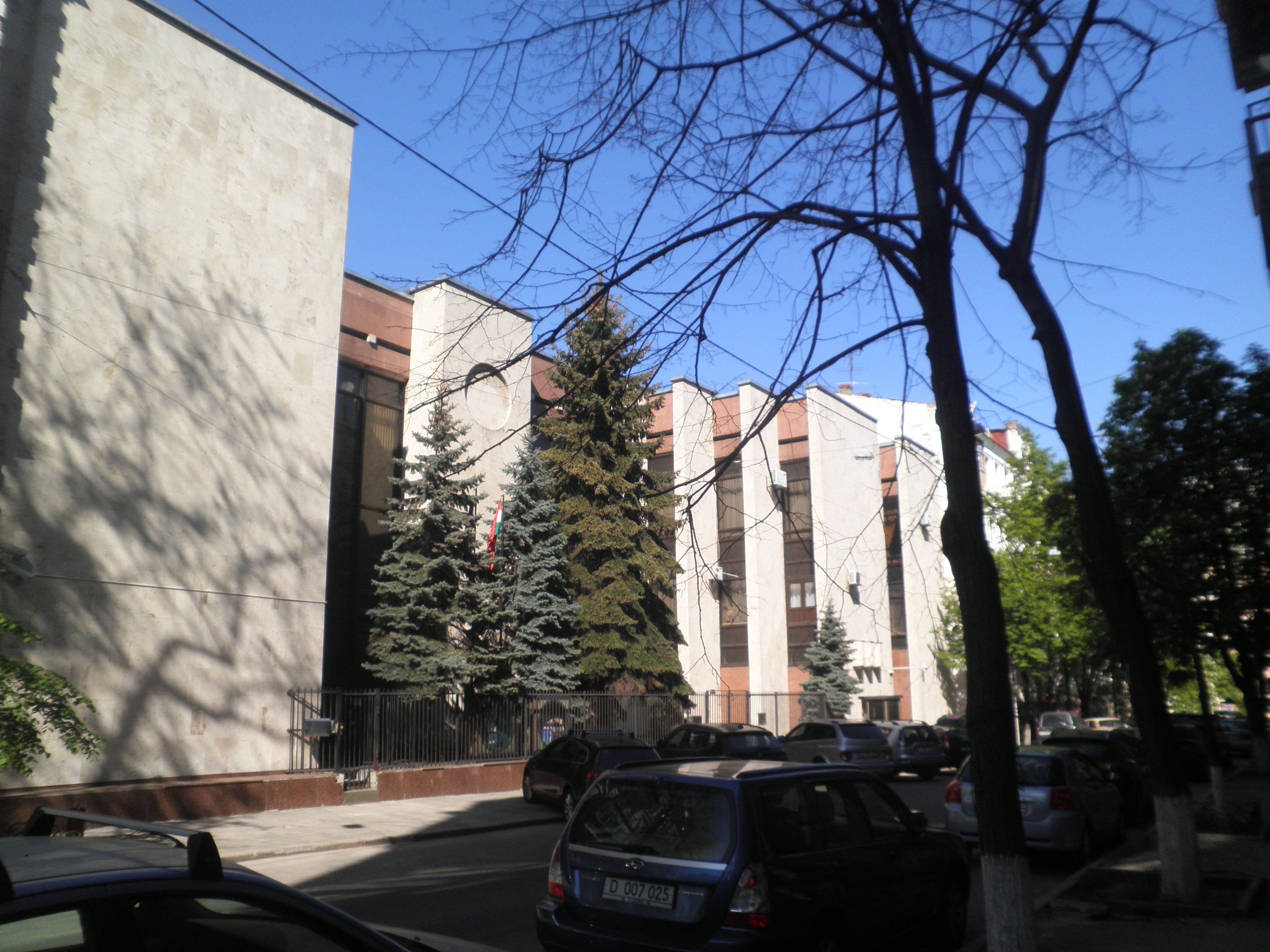
Ambassade à Kiev.
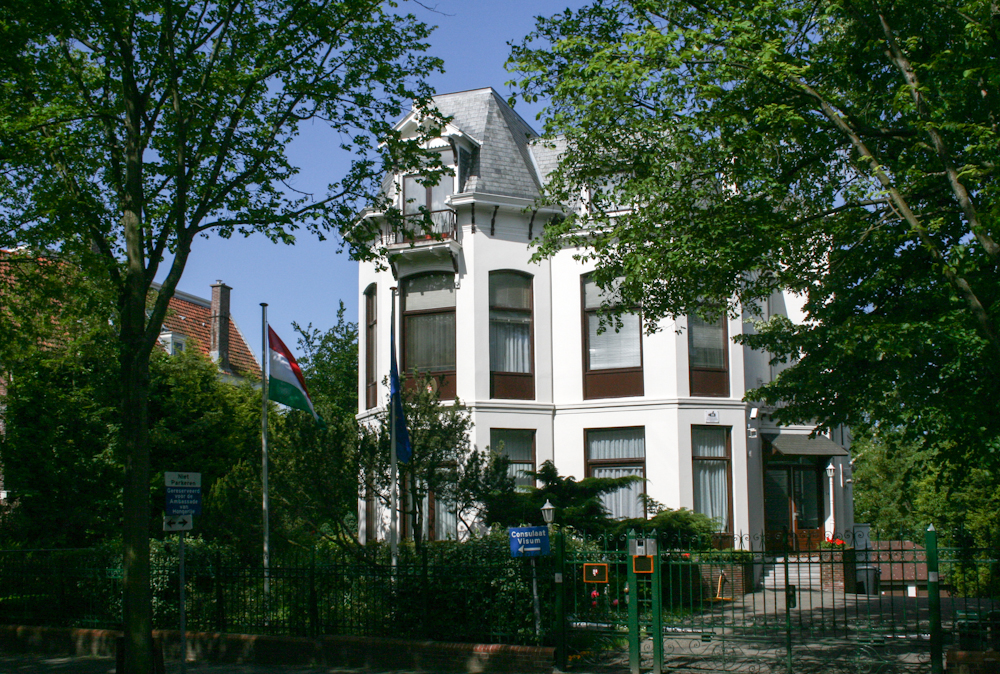
Ambassade à La Haye.
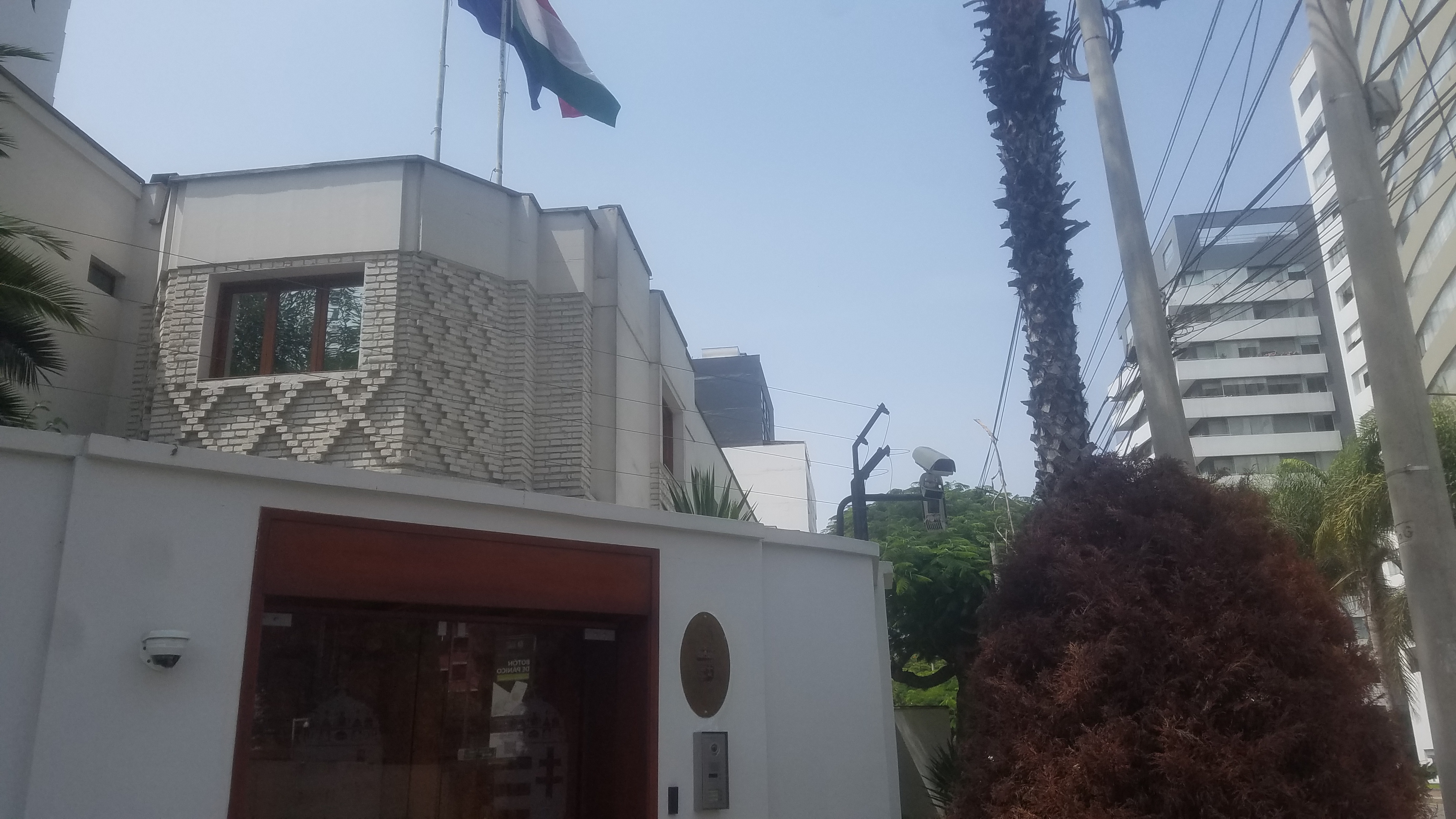
Ambassade à Lima.
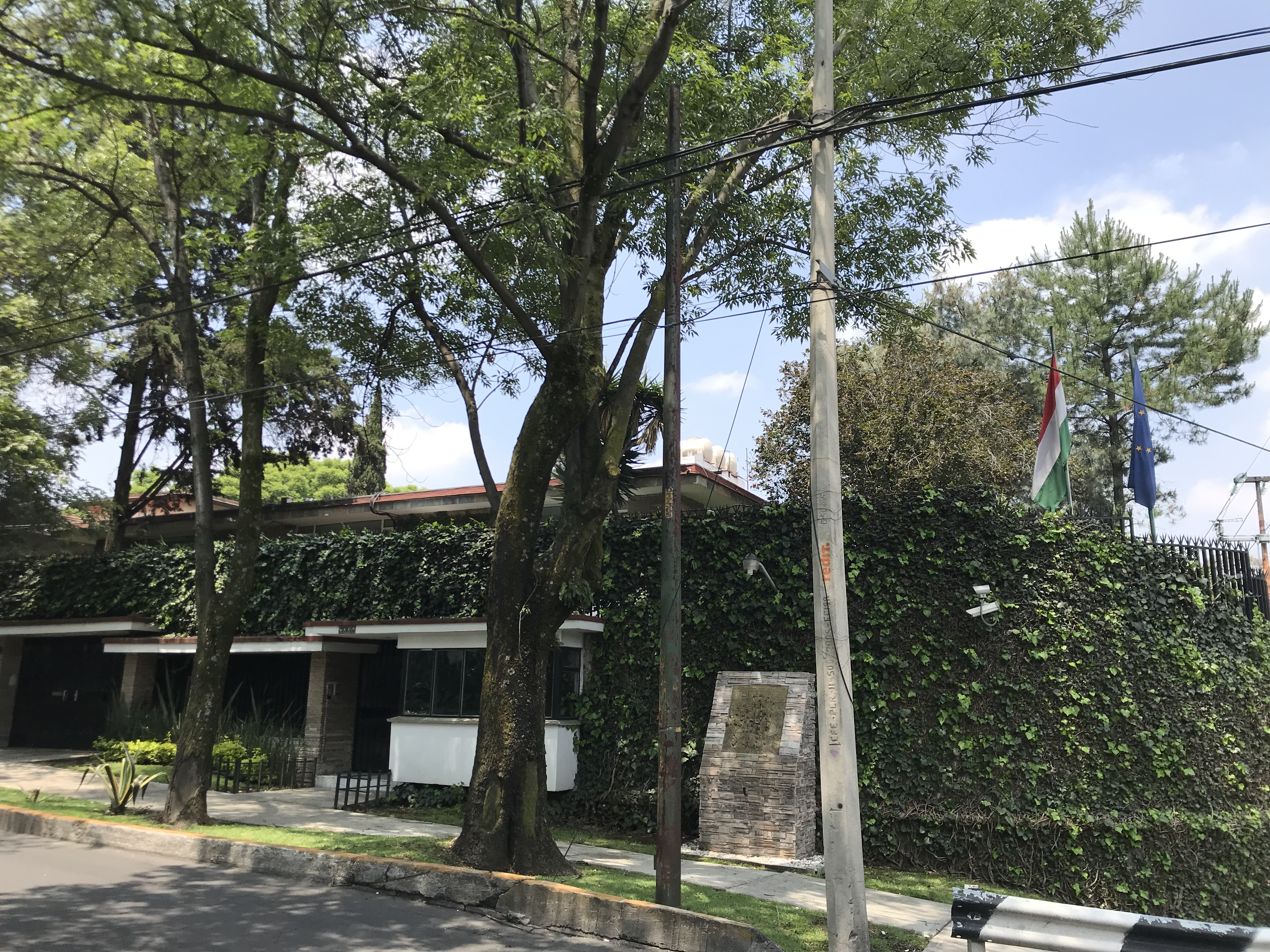
Ambassade à Mexico.
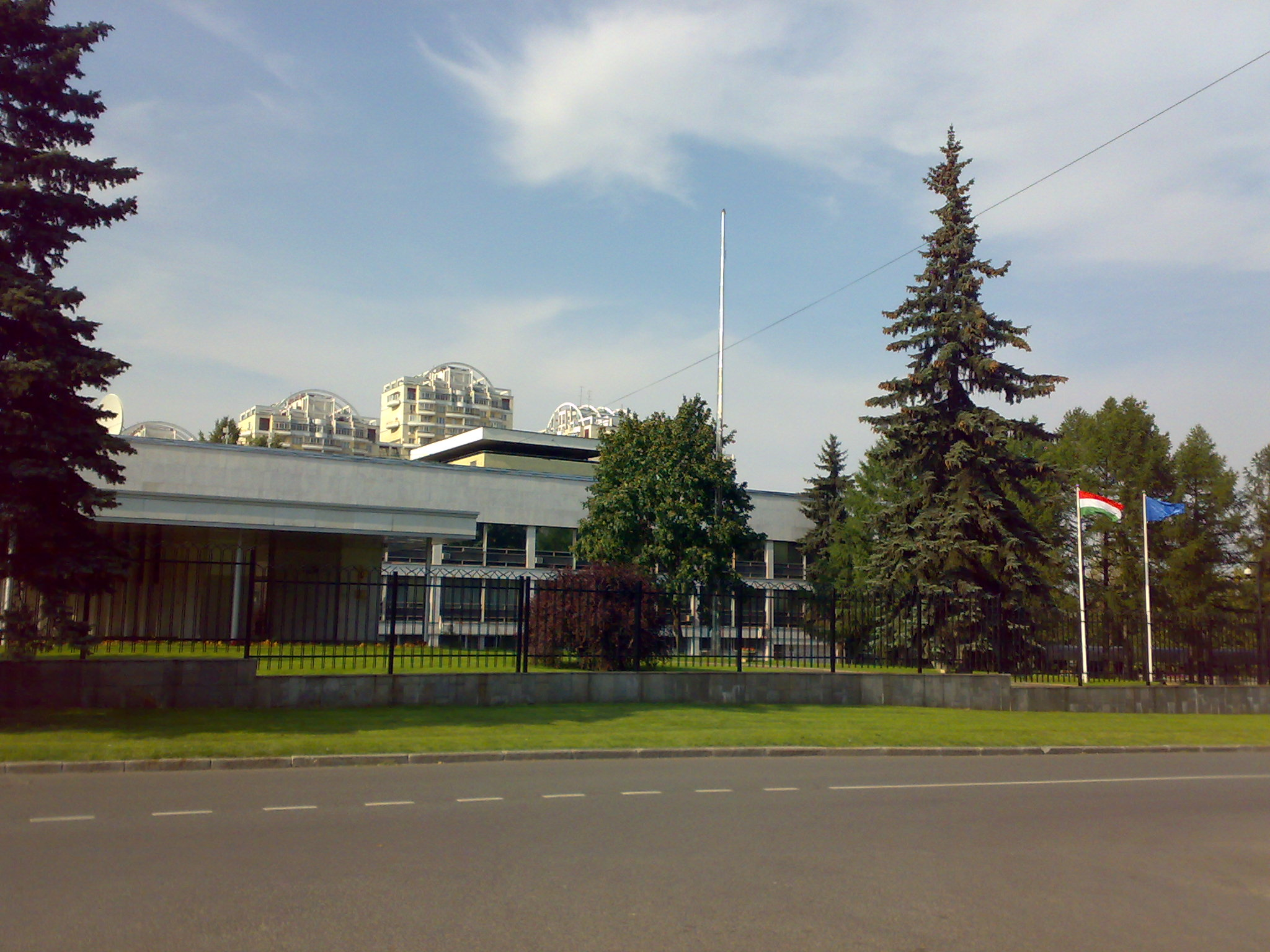
Ambassade à Moscou.
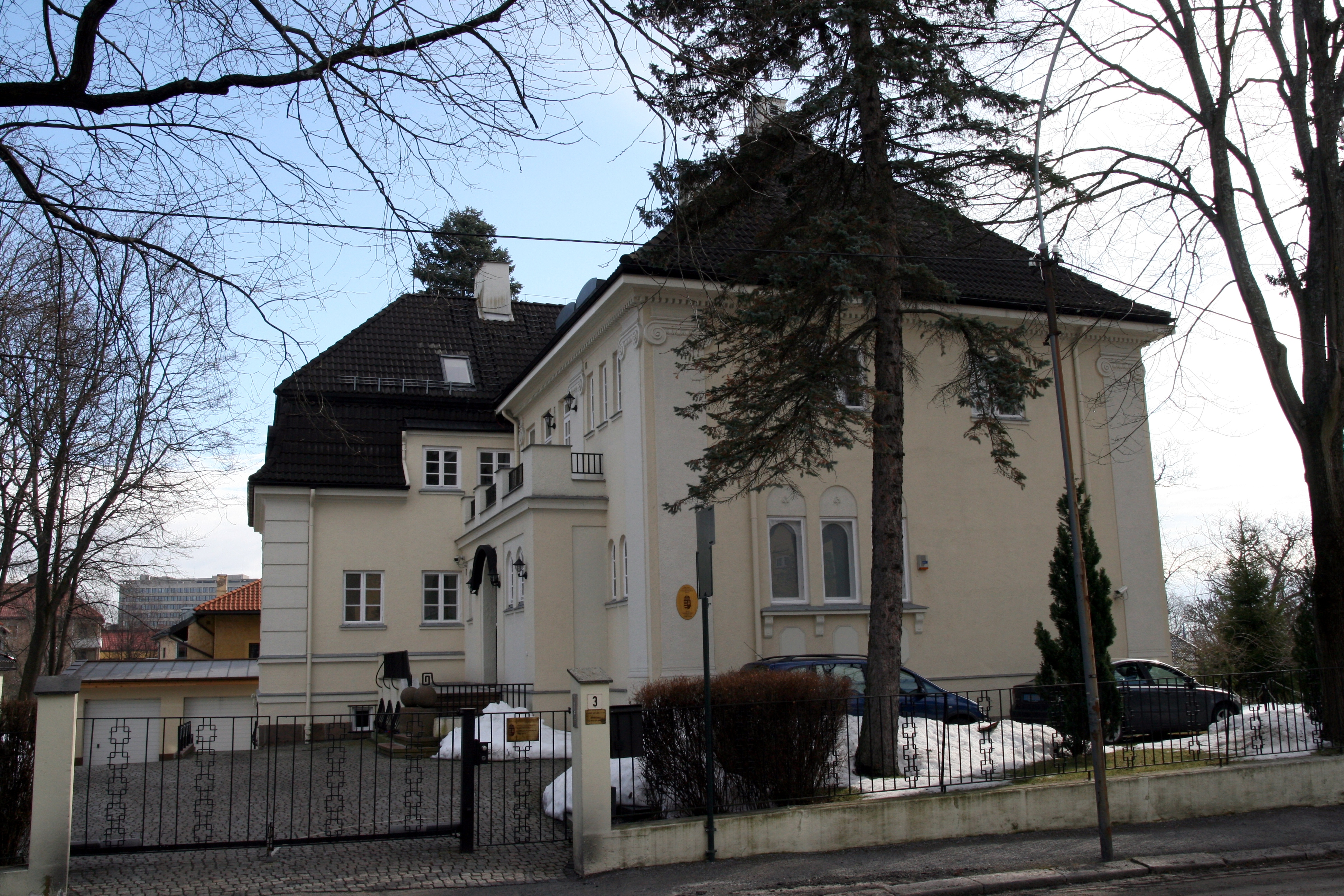
Ambassade à Oslo.
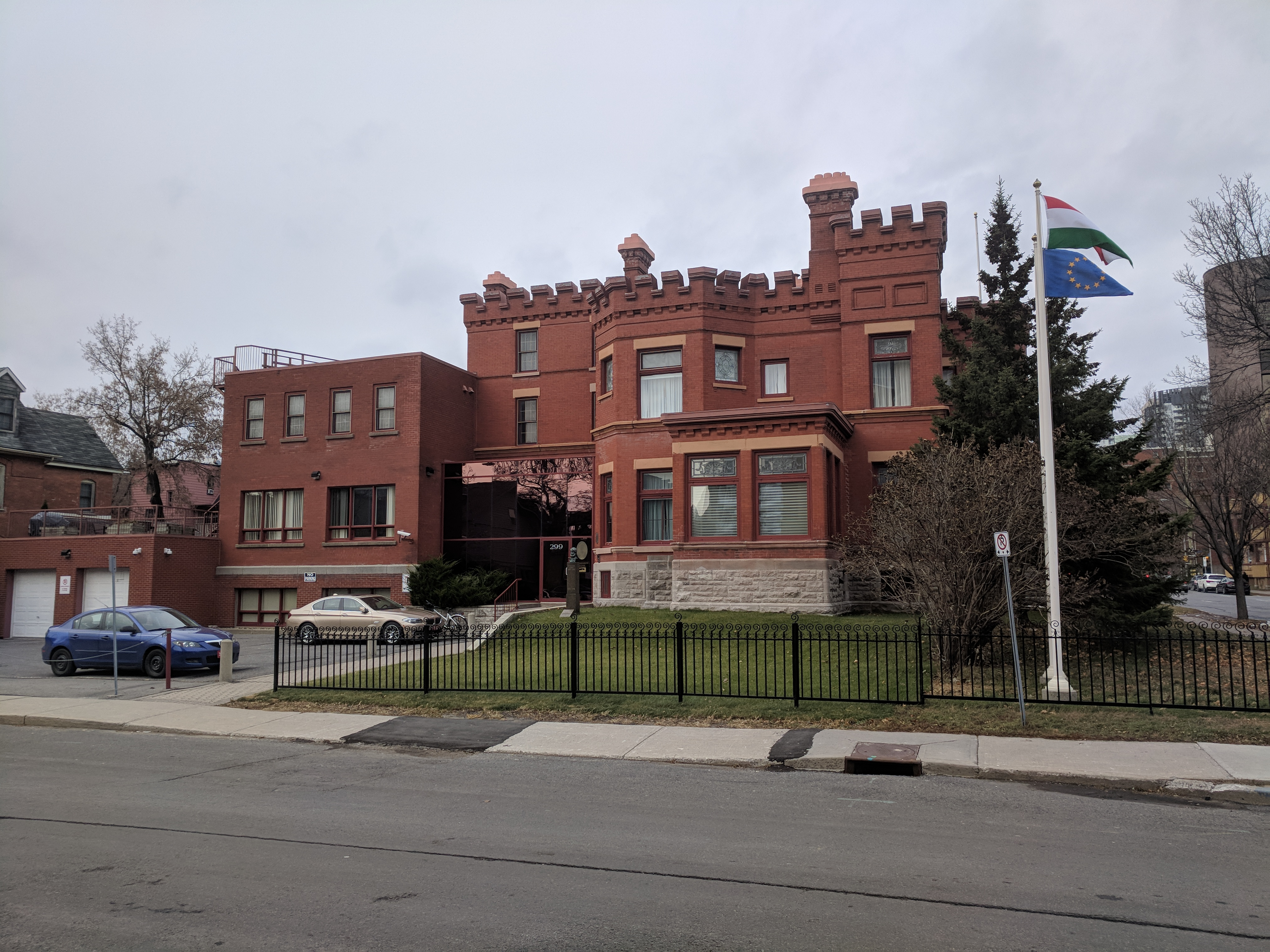
Ambassade à Ottawa.
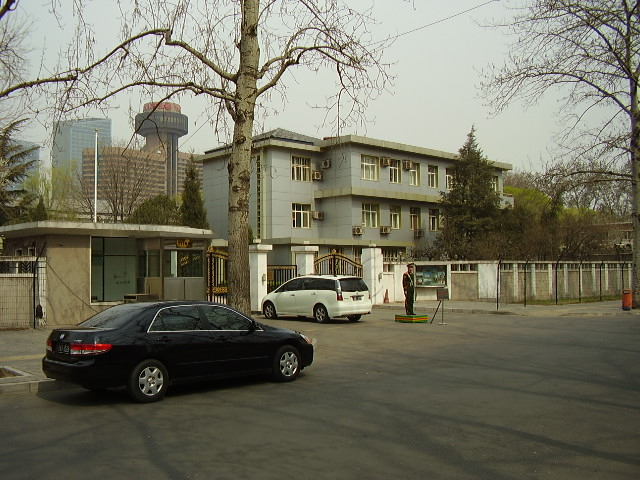
Ambassade à Pékin.
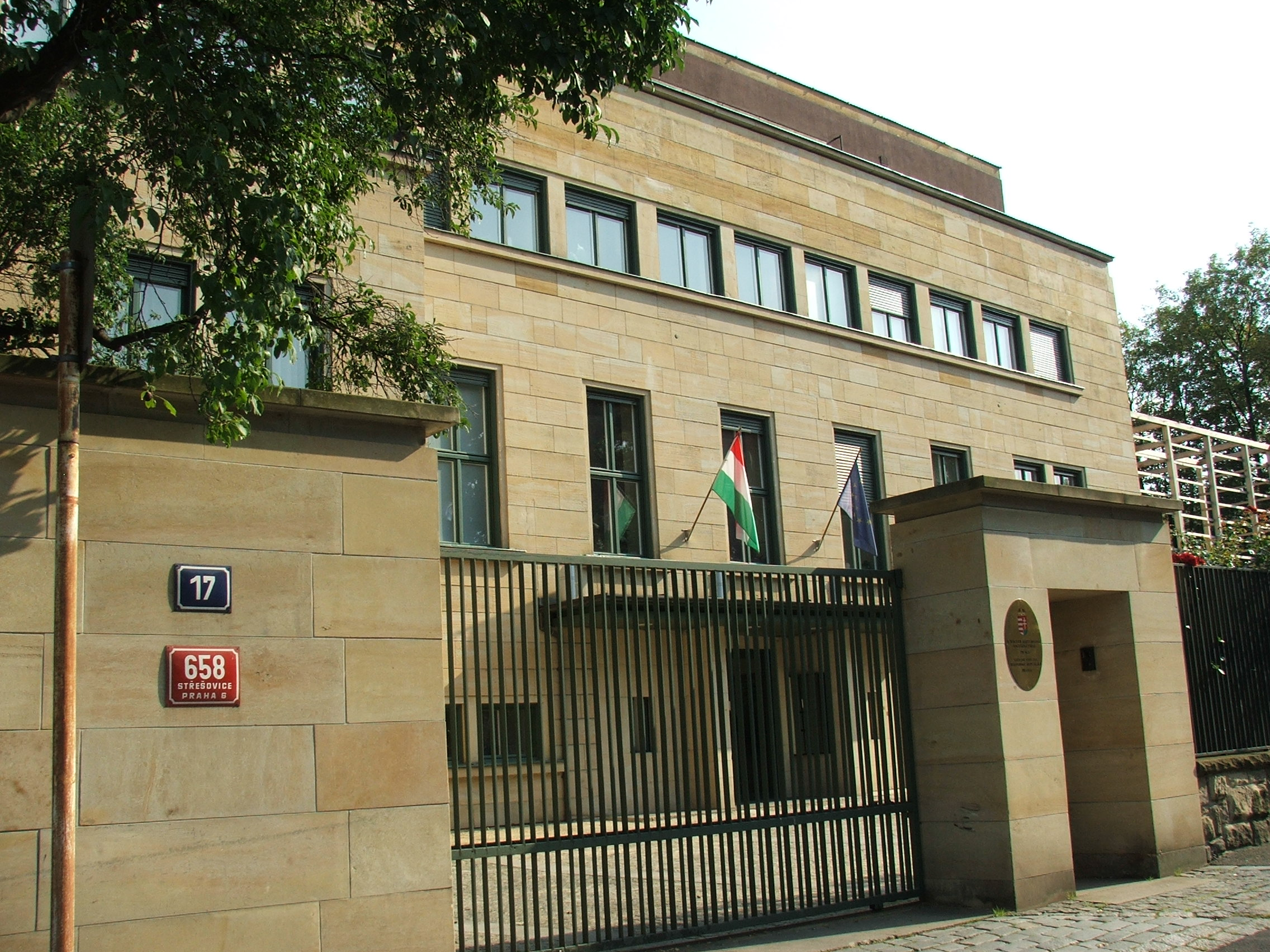
Ambassade à Prague.
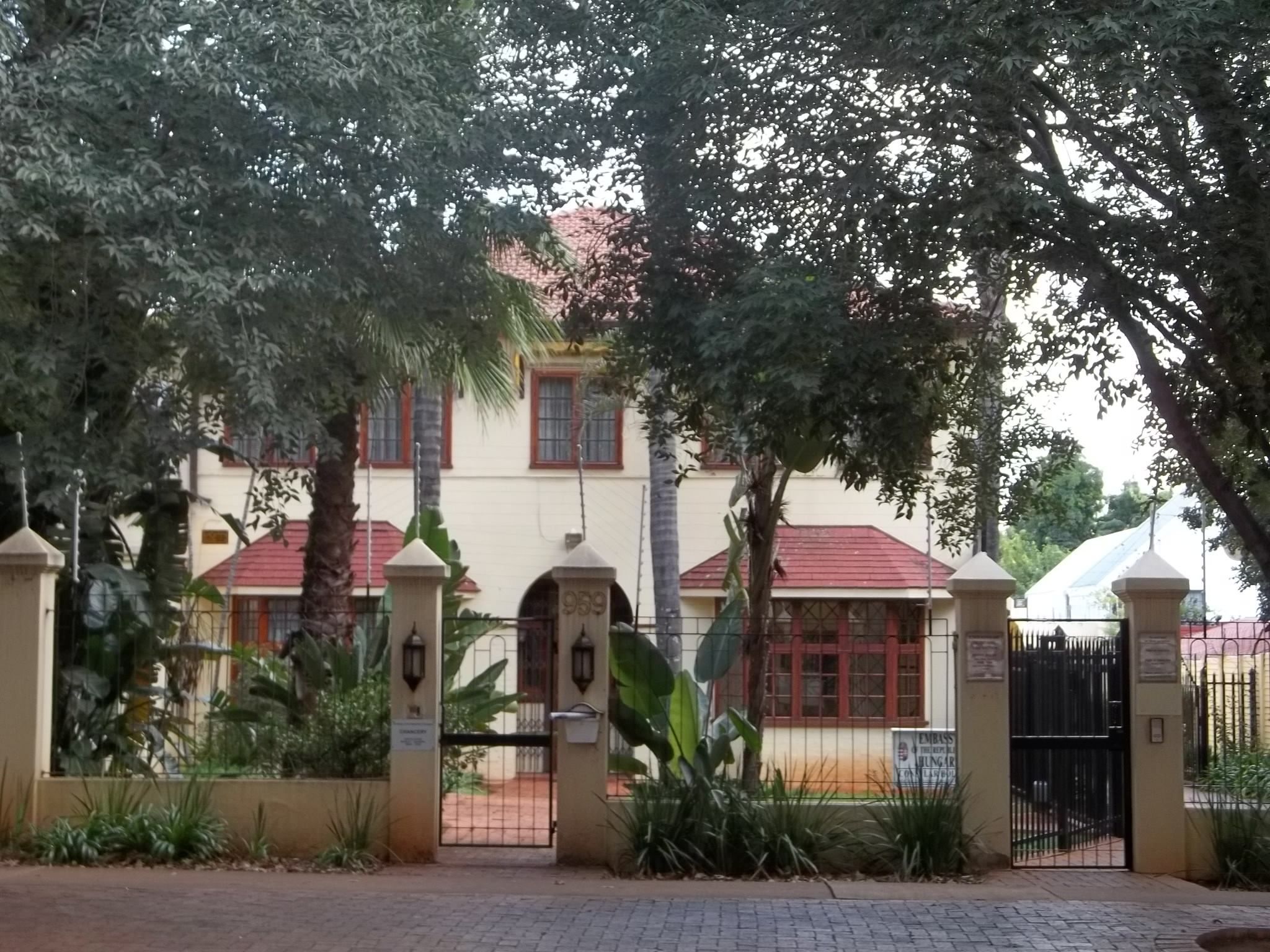
Ambassade à Pretoria.
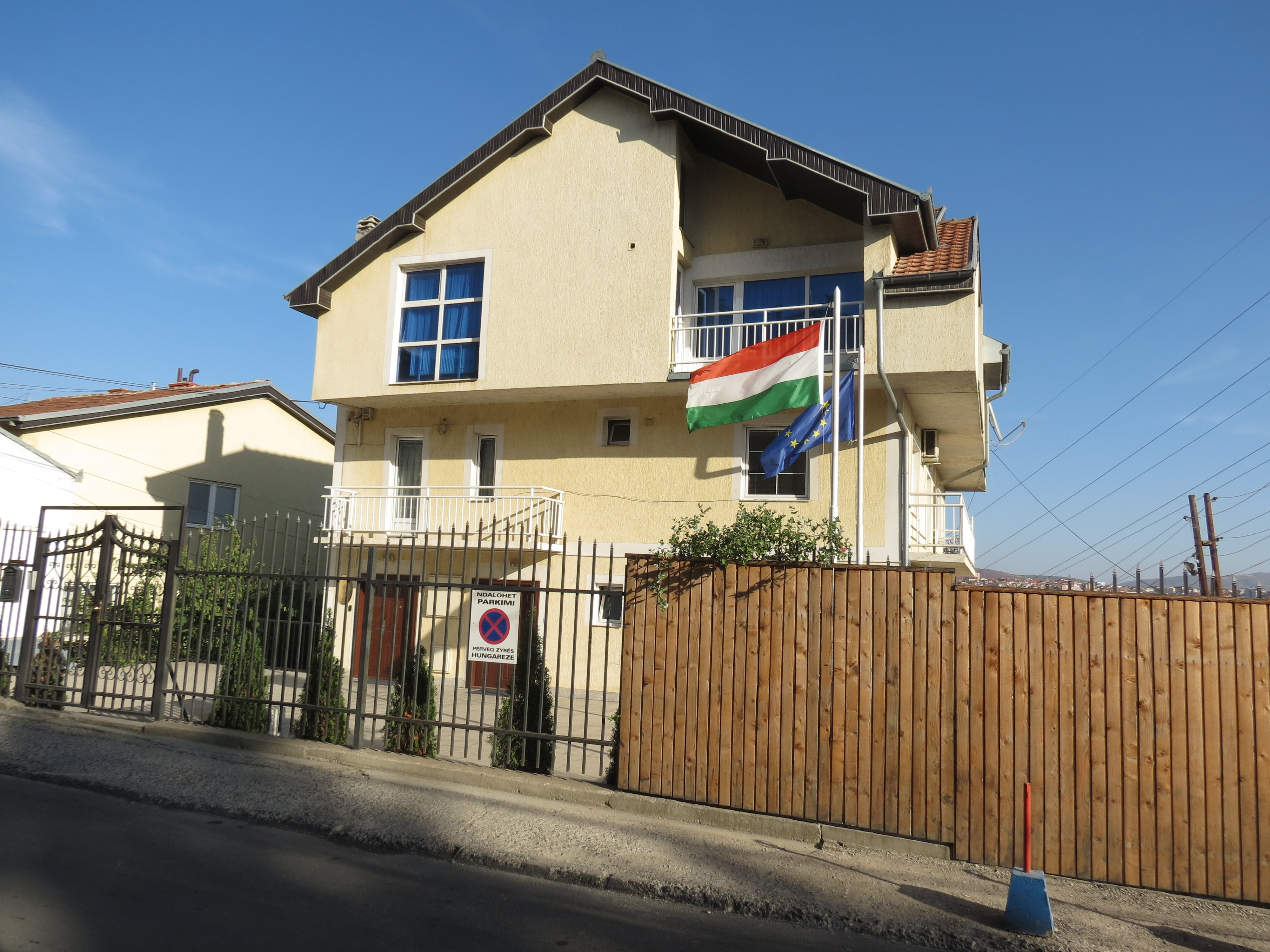
Ambassade à Pristina.
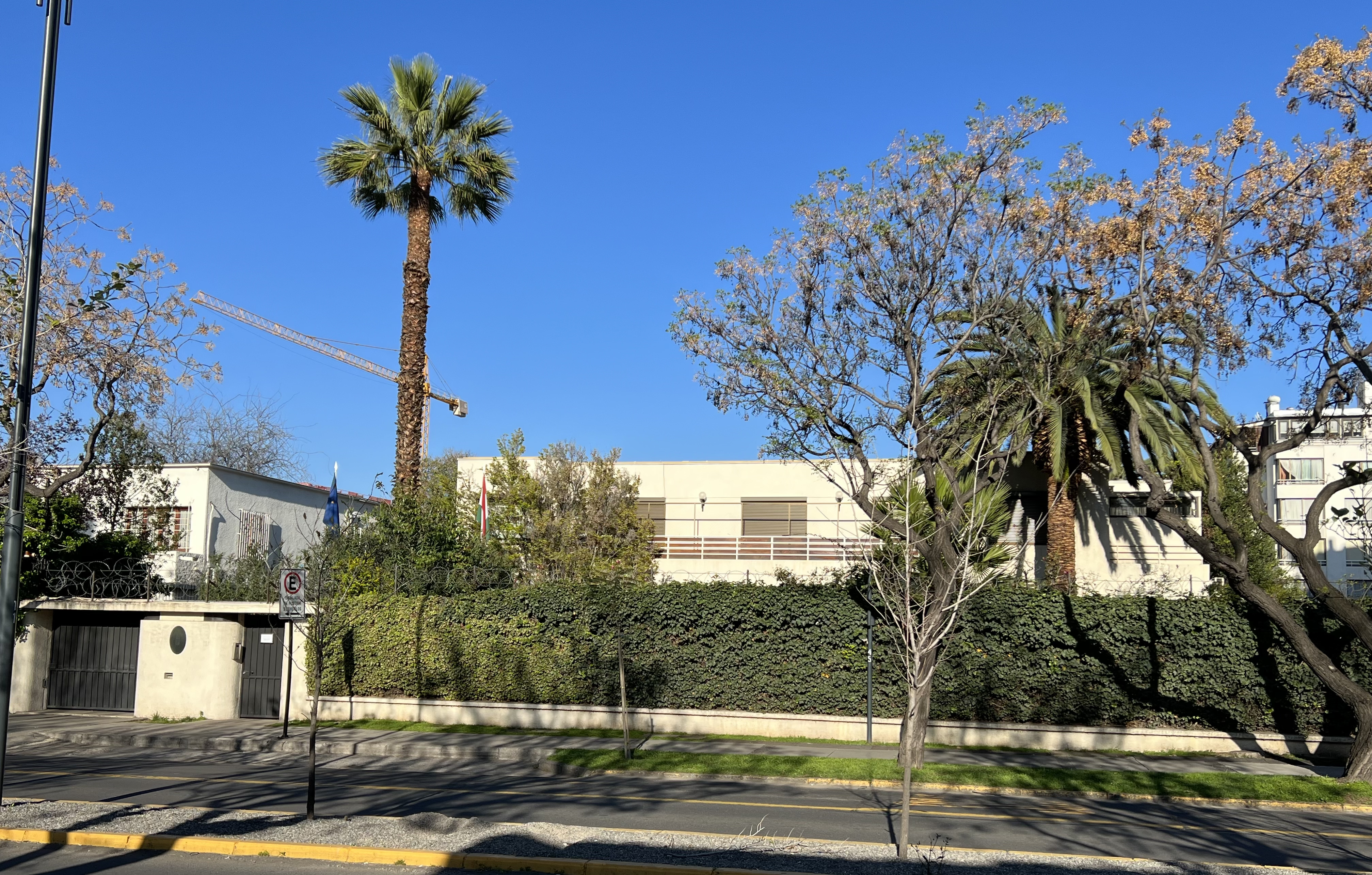
Ambassade à Santiago du Chili.
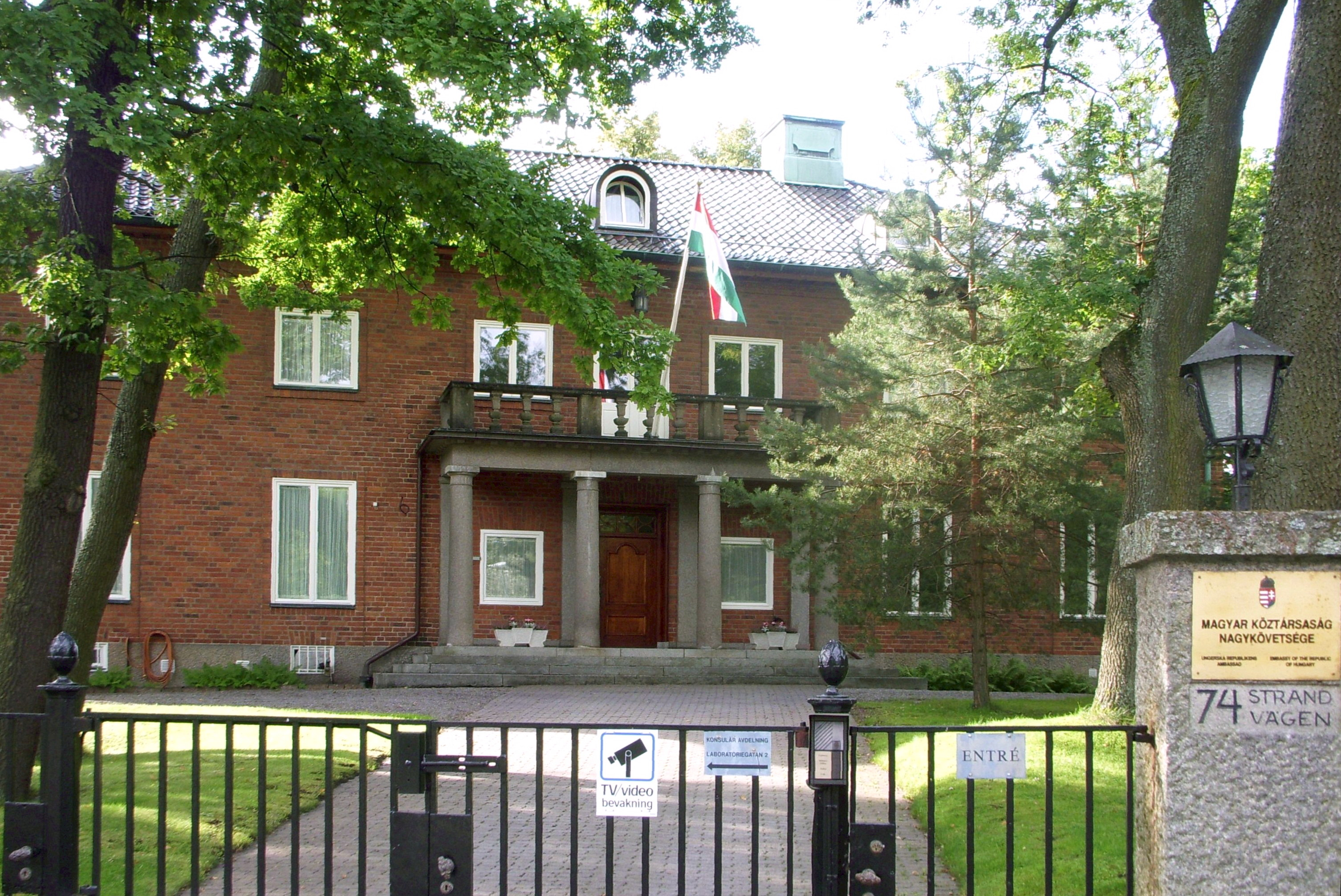
Ambassade à Stockholm.
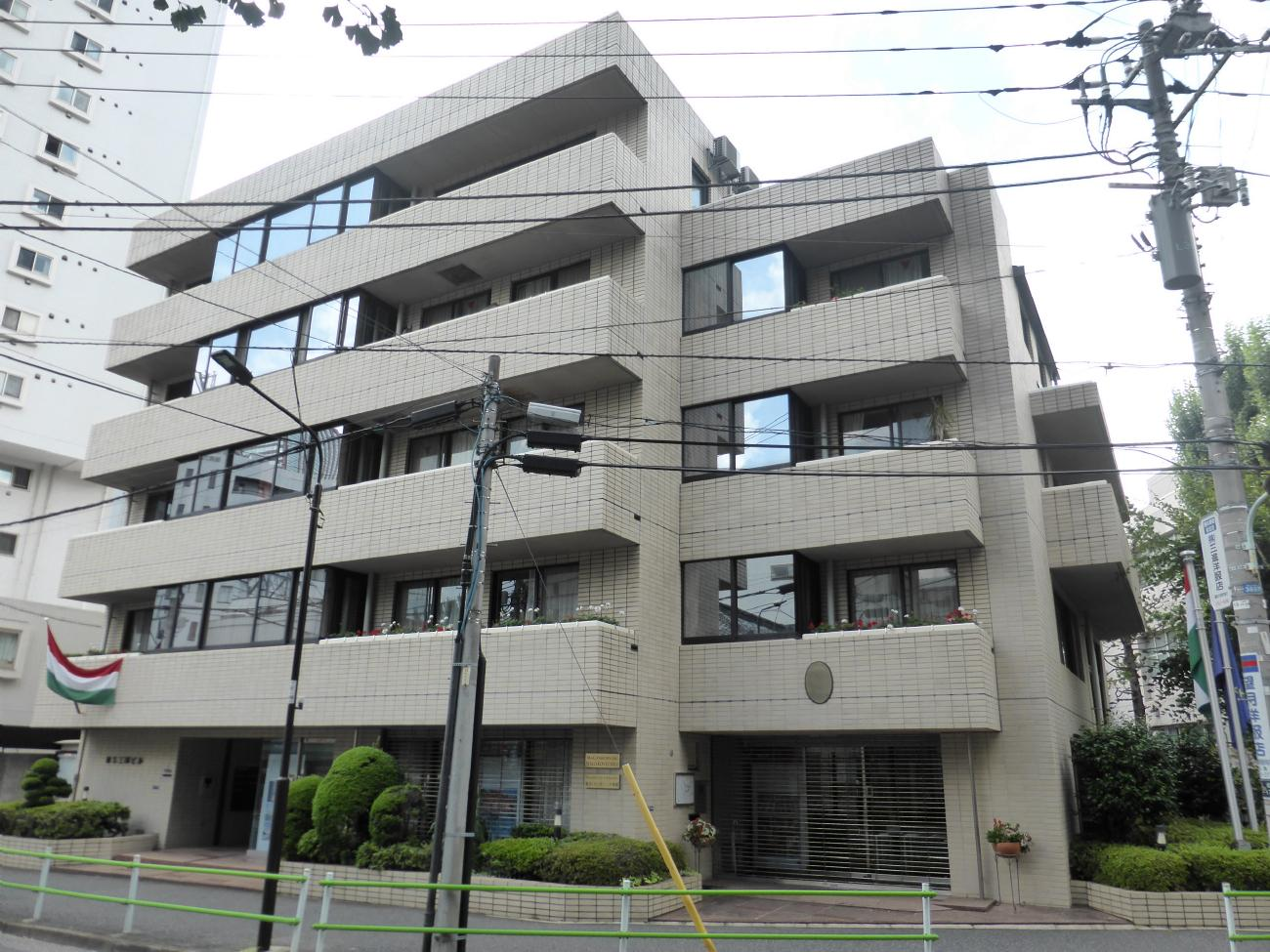
Ambassade à Tokyo.
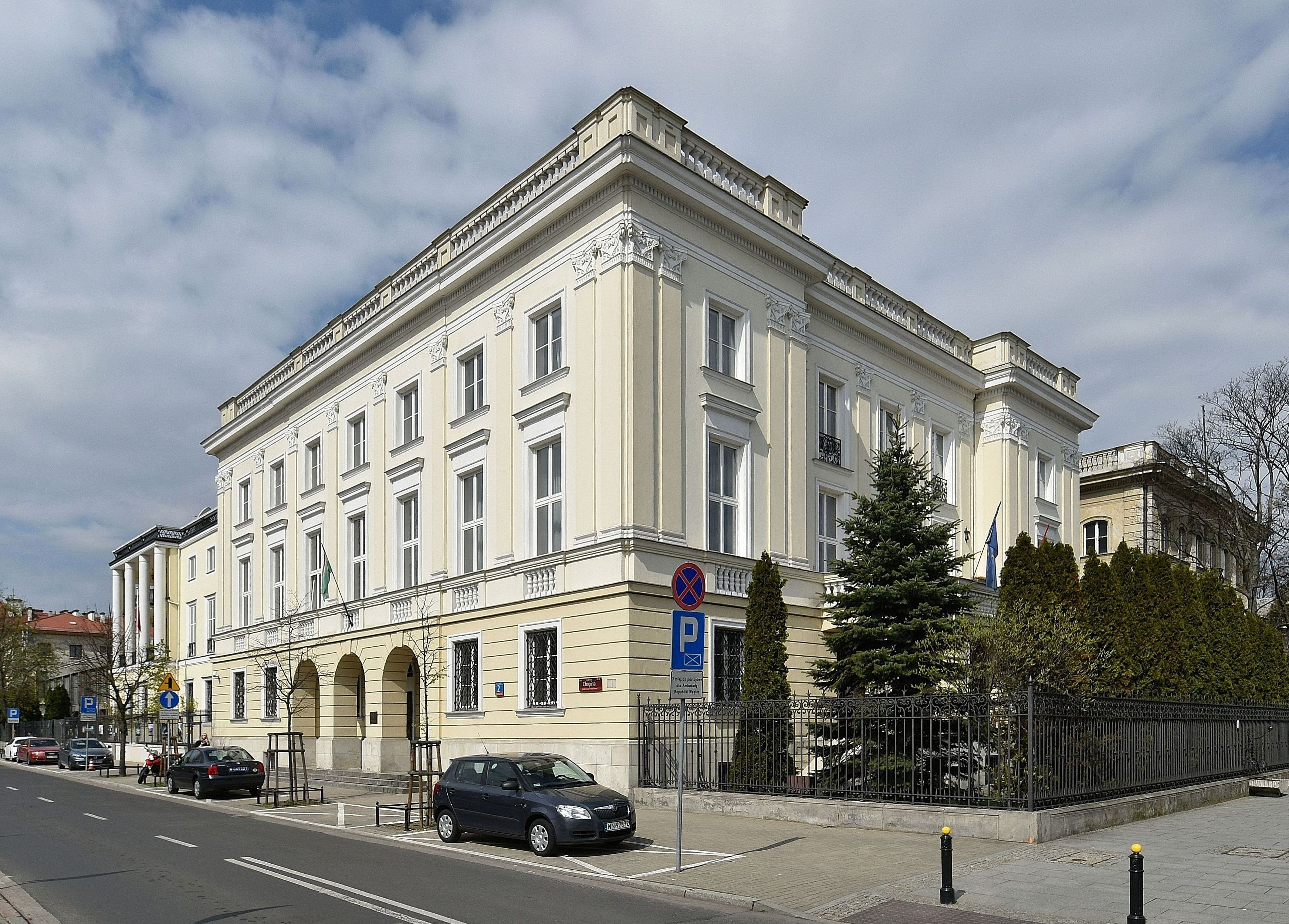
Ambassade à Varsovie.
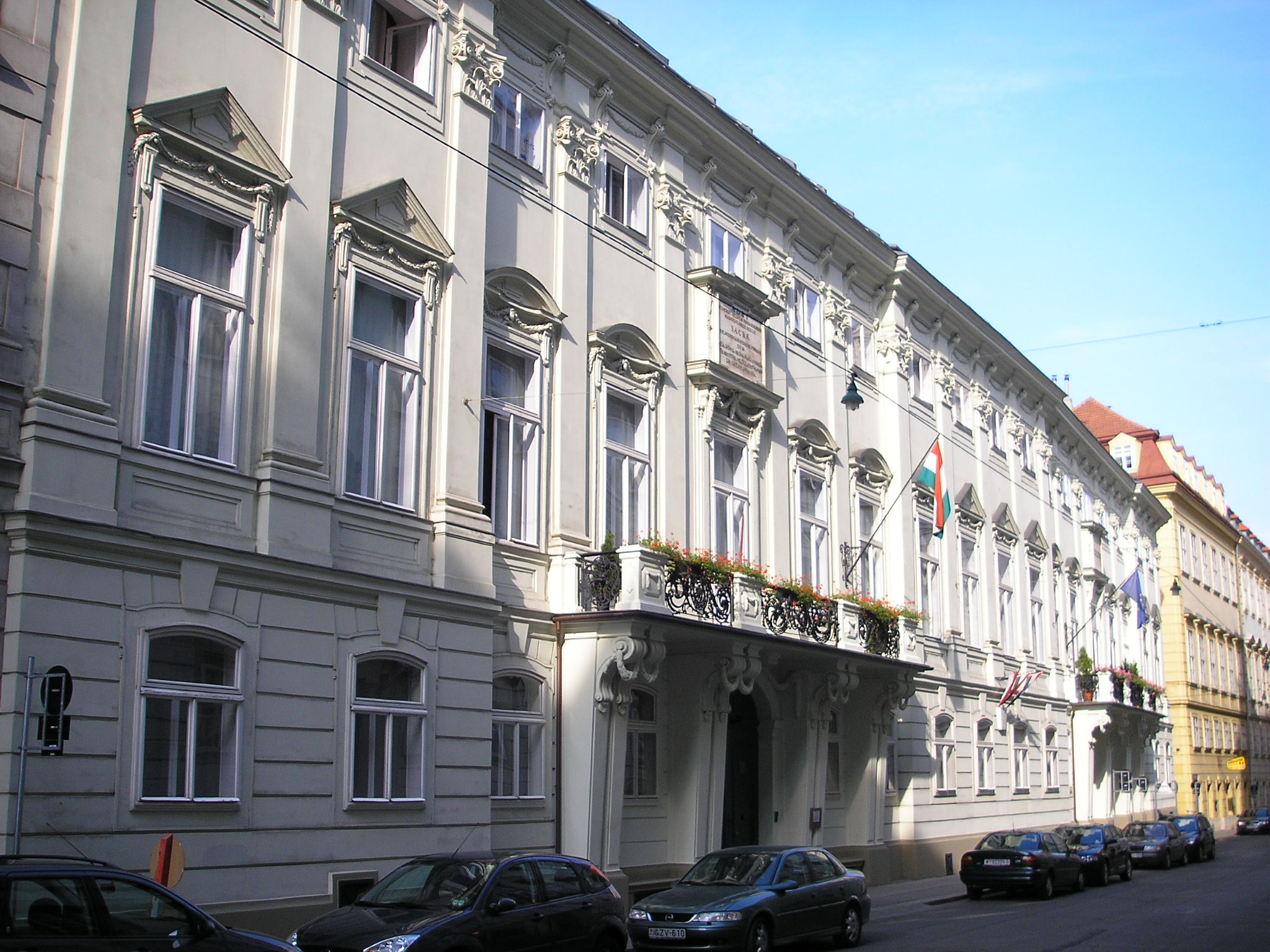
Ambassade à Vienne.
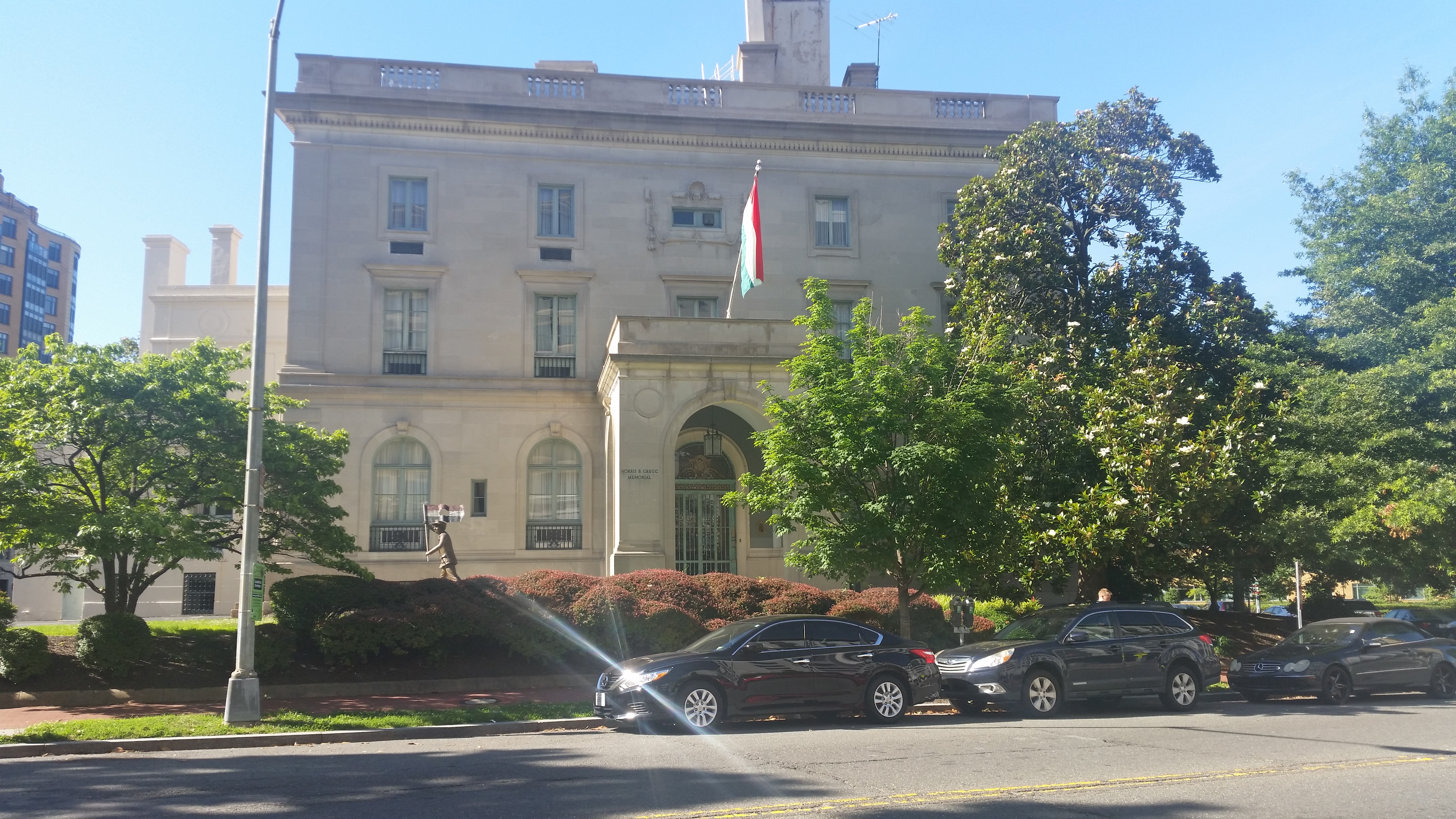
Ambassade à Washington.